# Associació de Futbol d'Eswatini
L'Associació de Futbol d'Eswatini (francès: Fédération d'Eswatini de football; anglès: Eswatini Football Association; EFA), antiga Associació Nacional de Futbol de Swazilàndia (National Football Association of Swaziland (NFAS)), és la institució que regeix el futbol a Swazilàndia. Agrupa tots els clubs de futbol del país i es fa càrrec de l'organització de la Lliga swazi de futbol i la Copa. També és titular de la Selecció de futbol de Swazilàndia absoluta i les de les altres categories.
Va ser fundada el 1968.
- Afiliació a la FIFA: 1978
- Afiliació a la CAF: 1976